# Mother Love
Mother Love ist ein Lied der britischen Rockband Queen. Es wurde von Freddie Mercury und Brian May im Frühjahr 1991 geschrieben und  im November 1995 auf dem Album Made in Heaven veröffentlicht. Es ist das letzte Lied, auf dem man Freddie Mercurys Stimme hört.

## Entstehung
Mother Love wurde von Brian May und Freddie Mercury zusammen geschrieben, wobei May in erster Linie die Musik schrieb und Mercury mehr den Text. Es war das letzte Lied, bei dem Mercury sang. Als er das Lied zwischen dem 13. und 16. Mai 1991 zusammen mit Brian May aufnahm, ging er, nachdem sie die zweite (von drei) Strophen aufgenommen hatten, nach Hause, da er sich müde fühle und sagte, er werde die dritte Strophe am nächsten Tag einsingen. Dies hat er jedoch niemals getan. Am 24. November desselben Jahres starb er. May sagte später, es sei das letzte Mal gewesen, dass er Mercury innerhalb des Studios gesehen habe („After he'd finished the second verse, he said 'Oh I don't feel too well, I'm going to go home and we'll finish it tomorrow' … and he never did. That was the last time I saw Freddie in the studio.“ [Brian May]). Die Stimme Mercurys ist aber trotz seines gesundheitlichen Zustands immer noch sehr kräftig. May nahm die letzte Strophe erst mehrere Jahre nach dem Tode Mercurys auf.

## Text
Der Text wurde gemeinsam von Mercury und May geschrieben. Das Lied ist neben The Show Must Go On eines der wenigen Lieder, bei dem Mercury auf seinen inneren Gefühlszustand und wie schwierig es ist, mit AIDS umzugehen, eingeht wie beispielsweise in der Zeile „I'm a man of the world and they say I am strong, but my heart is heavy and my hope is gone“ (deutsch: „Ich bin ein Mann der Welt und man sagt, dass ich stark bin, aber mein Herz ist schwer und meine Hoffnung ist weg“).

## Musik
Mother Love ist ein sehr ruhiges Lied, das aus drei Strophen besteht, zwischen denen immer eine instrumentale Überleitung, sowie zwischen der 2. und 3. Strophe ein Gitarrensolo ist. Zwischendurch hört man kurze Ausschnitte anderer Singleveröffentlichungen von Queen. Im Outro hört man Liedfetzen der Lieder One Vision, Tie Your Mother Down (als Livemitschnitt) und Going Back, ein Lied von Carole King und Gerry Goffin, das Freddie Mercury – noch unter dem Namen „Larry Lurex“ – 1972 als Leadsänger sang. Außerdem hört man Teile von Mercurys Gesangsimprovisation beim Konzert im Wembley-Stadion am 12. Juli 1986 in London. Zum Schluss erklingt das Weinen eines Babys. Geschrieben ist es in den Tonarten g-Moll und B-Dur.

## Besetzung
- Freddie Mercury: Gesang, Keyboard, Drumcomputer
- Brian May: Gitarre, Gesang (letzte Strophe), Keyboard
- John Deacon: Bass
- Roger Taylor: Schlagzeug